# Castell de Tudela (Sant Gregori)
El Castell de Tudela és un monument del municipi de Sant Gregori (Gironès) declarat bé cultural d'interès nacional.

## Descripció
Al puig de Sant Grau, dit antigament puig de Tudela, es troben les restes del castell de Tudela. Són visibles una sèrie de construccions adossades les unes a les altres. A la part més occidental hi ha una torre de planta circular amb un diàmetre interior d'uns 2 metres i un gruix de mur d'uns 2,2 metres. Es conserva una alçada d'uns 2,5 metres però, pel gruix del mur, segurament era molt més alta. A la part més oriental hi ha les restes del que devia ésser la capella del castell, i entremig d'aquestes dues construccions es va fer una casa de pagès en època moderna. Pel que fa a l'aparell, els carreus, units amb morter de calç, fan uns 15 cm per 40 cm. La torre es dataria a la fi del segle xi o a inici del segle xii.

## Història
Sembla que la família dels Montcada va tenir drets sobre aquest castell al llarg d'una bona part de l'edat mitjana. Cap a mitjan segle xi, Ramon, fill de Ledgarda jurà fidelitat al comte de Barcelona Ramon Berenguer I pels castells de Tudela («castro de Todela») i de Fornells. En aquest mateix moment, un germà de Ramon que era abat també jurà fidelitat al comte pel mateix castell de Tudela. Encara al mateix segle trobem documentats altres senyors de Tudela que segurament tenien drets sobre aquest castell proper a Girona: Ramon Mir de Tudela, Arnau Guillem de Tudela i el fill d'aquest. L'any 1136 hi hagué una convinença entre el senescal Guillem Ramon de la família dels Montcada i el comte de Barcelona Ramon Berenguer IV per aquest castell i molts d'altres. En un document de 1178 trobem els noms dels castlans: Pere de Tudela i el seu germà Berenguer. El 1183, el senyor Mir d'Hostoles -que segurament era feudatari dels Montcada-, tenia el castell de Tudela. El puig de Tudela és esmentat en un dels capítols de la «Crònica» de Bernat Desclot en relació en uns fets que s'hi esdevingueren l'any 1285 arran de la invasió francesa. L'any 1291 l'infant Pere rebé en dot el castell de Tudela en casar-se amb Guillema de Montcada. L'any 1314, Ermessenda de Cartellà, muller del baró de Cabrenys, era senyora dels castells de Tudela, Rocacorba i Colltort però segurament els Montcada hi mantingueren l'alta senyoria o certs drets.
Més tard, hi tingueren drets els Xetmar i els Pinós. El 1495 fou adquirit per Baldiri Agullana, ciutadà de Girona, amb el de Cartellà, i el conservaren els seus descendents.